# Østrup (Kirkerup Sogn)
 For alternative betydninger, se Østrup. (Se også artikler, som begynder med Østrup)
Østrup er en lille landsby på Østsjælland beliggende i Roskilde Kommune. I udkanten af landsbyen ligger der et fuglereservat med to udkigstårne. Der er en lille trafikplads for busserne 216 og 217. Hove Å løber lige nord om byen. 
Østrup tilhører Region Sjælland.
|  | Denne artikel om lokaliteten Østrup (Kirkerup Sogn) kan blive bedre, hvis der indsættes et (bedre) billede. Du kan hjælpe ved at afsøge Wikimedia Commons for et passende billede eller lægge et op på Wikimedia Commons med en af de tilladte licenser og indsætte det i artiklen. |

55°43′40″N 12°12′09″Ø / 55.72778°N 12.20250°Ø